# 月の向こう側
「月の向こう側」（つきのむこうがわ）は2001年12月5日に発売された斉藤和義21作目のシングル。

## 解説
前作から1ヶ月半で発売のシングルはC/Wに「歩いて帰ろう」アコースティック・ライヴ・ヴァージョンを収録。

## 収録曲
全曲　作詞・作曲・編曲：斉藤和義
1. 月の向こう側（5:23）
2. 歩いて帰ろう （Acoustic Live Version）（5:14）
3. Little Painter Ragtime Blues （Saito Mix）（3:28）